# Parçay-Meslay
Parçay-Meslay é uma comuna francesa na região administrativa do Centro, no departamento Indre-et-Loire. Estende-se por uma área de 14,06 km². Em 2010 a comuna tinha 2 453 habitantes (densidade: 174,5 hab./km²).